# Oleh Anatoliiovych Husiev
Oleh Anatoliiovych Husiev (tiếng Ukraina: Олег Анатолійович Гусєв; sinh ngày 25 tháng 4 năm 1983) là một cựu cầu thủ bóng đá người Ukraina, thi đấu ở vị trí tiền vệ cho câu lạc bộ FC Dynamo Kyiv và đội tuyển quốc gia Ukraina. Anh chủ yếu thi đấu ở vị trí tiền vệ cánh phải hoặc hậu vệ phải.
Oleh có hơn 250 trận ra sân cho Dyanom tại giải Ngoại hạng Ukraina, từng giành chức vô địch quốc gia tới ba lần, cùng bốn Cúp quốc gia Ukraina và năm danh hiệu Siêu cúp Ukraina.
Kể từ khi bắt đầu thi đấu quốc tế vào năm 2003, Husiev đã có hơn 95 ra sân cho đội tuyển, trở thành cầu thủ có số lần ra sân nhiều thứ ba và là chân sút ghi bàn nhiều thứ tư của đội tuyển Ukraina trong lịch sử. Anh đã đại diện cho Ukraina thi đấu tại giải vô địch thế giới 2006 và giải vô địch châu Âu 2012.

## Sự nghiệp cấp câu lạc bộ
Husiev chuyển đến Dynamo ở mùa hè năm 2003. Sau màn thể hiện tốt ở giải vô địch thế giới 2006, anh được cho là có động thái chuyển tới đầu quân cho câu lạc bộ nước Pháp Olympique Lyonnais. Tuy nhiên, chủ tịch của Dynamo Kyiv, ông Ihor Surkis cho biết Husiev cùng hai cầu thủ đồng hương khác - Artem Milevskyi và Ruslan Rotan - là "tương lai của Dynamo Kyiv".
Ngày 30 tháng 3 năm 2014, Husiev bị thủ môn Denys Boyko (thi đấu cho Dnipro dưới dạng cho mượn từ Dynamo Kyiv) dùng đầu gối va vào đầu khi đang tranh bóng trên không trung, pha va chạm này làm anh bất tỉnh ngã ra đất, bất động trong vài giây trước khi một tiền vệ của Dnipro, Jaba Kankava chạy tới mở miệng Husiev và làm chuyển động lưỡi của Husiev giúp anh thở được. Kankava có thể được ghi nhận là người đã cứu mạng Husiev.
Ngày 20 tháng 9 năm 2015, Husiev ghi một bàn đá phạt đền trong trận thắng 0–2 trên sân khách trước Volyn Lutsk tại giải Ngoại hạng Ukraina, đánh dấu bàn thắng thứ 100 trong sự nghiệp thi đấu của anh.
Sau khi rời Dynamo Kyiv vào tháng 12 năm 2016, Husiev trở lại khoác áo Dynamo vào ngày 13 tháng 6 năm 2017, anh ký hợp đồng một năm với đội bóng. Năm 2018, một nguồn tin cho biết anh đang theo lớp huấn luyện tại Liên đoàn bóng đá Kyiv Oblast.

## Sự nghiệp quốc tế
Husiev có trận mắt cho đội tuyển quốc gia Ukraina vào ngày 20 tháng 8 năm 2003, anh thay thế một đồng đội cũng có trận ra mắt khác là Serhiy Tkachenko ở giờ nghỉ giữa hiệp trong trận thua giao hữu 0–2 trước Romania tại Sân vận động Shakhtar ở Donetsk. Anh ghi bàn đầu tiên cho đội tuyển vào ngày 17 tháng 11 năm 2004, đó là bàn mở tỉ số trong trận thắng sân khách 3–0 trước chủ nhà Thổ Nhĩ Kỳ ở phút thứ chín, trong khuôn khổ vòng loại giải vô địch thế giới 2006. Husiev đá toàn bộ năm trận của Ukraina, giúp họ tiến đến trận tứ kết ở lần đầu dự giải thế giới tại Đức; anh ghi bàn quyết định trong loạt sút luân lưu trước Thụy Sĩ. Anh còn thi đấu toàn bộ các trận đấu của đội ở vòng bảng khi họ làm đồng chủ nhà của giải vô địch châu Âu 2012 cùng Ba Lan.

## Thống kê sự nghiệp

### Câu lạc bộ
| Câu lạc bộ              | Mùa giải            | Giải quốc gia           | Giải quốc gia | Giải quốc gia | Cúp quốc gia | Cúp quốc gia | Cúp châu Âu | Cúp châu Âu | Khác    | Khác      | Tổng cộng | Tổng cộng |
| Câu lạc bộ              | Mùa giải            | Hạng đấu                | Số trận       | Bàn thắng     | Số trận      | Bàn thắng    | Số trận     | Bàn thắng   | Số trận | Bàn thắng | Số trận   | Bàn thắng |
| ----------------------- | ------------------- | ----------------------- | ------------- | ------------- | ------------ | ------------ | ----------- | ----------- | ------- | --------- | --------- | --------- |
| Frunzenets-Liha-99 Sumy | 2000                | AAFU                    | 11            | 0             | –            | –            | –           | –           | –       | –         | 11        | 0         |
| Frunzenets-Liha-99 Sumy | 2000–01             | Druha Liha              | 22            | 6             | 3            | 0            | –           | –           | –       | –         | 25        | 6         |
| Frunzenets-Liha-99 Sumy | 2001–02             | Druha Liha              | 31            | 11            | –            | –            | –           | –           | –       | –         | 31        | 11        |
| Frunzenets-Liha-99 Sumy | Tổng cộng           | Tổng cộng               | 64            | 17            | 3            | 0            | –           | –           | –       | –         | 67        | 17        |
| Borysfen Boryspil       | 2002–03             | Persha Liha             | 1             | 0             | –            | –            | –           | –           | –       | –         | 1         | 0         |
| Arsenal Kyiv            | 2002–03             | Vyshcha Liha            | 23            | 1             | 5            | 1            | –           | –           | –       | –         | 28        | 2         |
| Dynamo Kyiv             | 2003–04             | Vyshcha Liha            | 27            | 7             | 7            | 2            | 7           | 1           | –       | –         | 41        | 10        |
| Dynamo Kyiv             | 2004–05             | Vyshcha Liha            | 24            | 3             | 3            | 0            | 10          | 0           | 1       | 1         | 38        | 4         |
| Dynamo Kyiv             | 2005–06             | Vyshcha Liha            | 24            | 4             | 4            | 2            | 2           | 1           | 1       | 0         | 31        | 7         |
| Dynamo Kyiv             | 2006–07             | Vyshcha Liha            | 26            | 4             | 5            | 2            | 10          | 0           | –       | –         | 41        | 6         |
| Dynamo Kyiv             | 2007–08             | Vyshcha Liha            | 20            | 2             | 3            | 2            | 8           | 0           | –       | –         | 31        | 4         |
| Dynamo Kyiv             | 2008–09             | Giải Ngoại hạng Ukraina | 9             | 0             | 1            | 0            | 3           | 0           | –       | –         | 13        | 0         |
| Dynamo Kyiv             | 2009–10             | Giải Ngoại hạng Ukraina | 16            | 5             | 2            | 0            | 4           | 1           | 1       | 0         | 21        | 6         |
| Dynamo Kyiv             | 2010–11             | Giải Ngoại hạng Ukraina | 23            | 9             | 2            | 0            | 14          | 6           | –       | –         | 39        | 15        |
| Dynamo Kyiv             | 2011–12             | Giải Ngoại hạng Ukraina | 22            | 3             | 2            | 0            | 6           | 3           | 1       | 1         | 31        | 7         |
| Dynamo Kyiv             | 2012–13             | Giải Ngoại hạng Ukraina | 28            | 4             | 1            | 0            | 10          | 2           | –       | –         | 39        | 6         |
| Dynamo Kyiv             | 2013–14             | Giải Ngoại hạng Ukraina | 26            | 3             | 4            | 2            | 10          | 3           | –       | –         | 40        | 8         |
| Dynamo Kyiv             | 2014–15             | Giải Ngoại hạng Ukraina | 17            | 3             | 7            | 2            | 9           | 4           | 1       | 0         | 34        | 9         |
| Dynamo Kyiv             | 2015–16             | Giải Ngoại hạng Ukraina | 24            | 10            | 2            | 2            | 3           | 1           | 1       | 0         | 30        | 13        |
| Dynamo Kyiv             | 2016–17             | Giải Ngoại hạng Ukraina | 6             | 1             | –            | –            | 1           | 0           | –       | –         | 7         | 1         |
| Dynamo Kyiv             | 2017–18             | Giải Ngoại hạng Ukraina | 4             | 0             | –            | –            | 1           | 0           | –       | –         | 5         | 0         |
| Dynamo Kyiv             | Tổng cộng           | Tổng cộng               | 296           | 58            | 48           | 15           | 98          | 22          | 6       | 2         | 448       | 97        |
| Tổng cộng sự nghiệp     | Tổng cộng sự nghiệp | Tổng cộng sự nghiệp     | 384           | 76            | 56           | 16           | 98          | 22          | 6       | 2         | 544       | 116       |

1. 1 2 3 4 5 6 7  Số trận thi đấu ở UEFA Champions League
2. ↑  Tám trận ở UEFA Champions League, hai trận ở UEFA Europa League
3. 1 2 3 4 5 6  Số trận ở Siêu cúp bóng đá Ukraina
4. 1 2 3 4  Số trận ở UEFA Europa League
5. ↑  Ba trận ở UEFA Champions League, 11 trận ở UEFA Europa League
6. ↑  Hai trận ở UEFA Champions League, bốn trận ở UEFA Europa League
7. ↑  Tám trận ở UEFA Champions League, hai trận ở UEFA Europa League

### Quốc tế
Tỉ số và kết quả liệt kê bàn thắng của Ukraina trước, cột tỉ số hiển thị tỉ số sau mỗi bàn thắng của Husiev.
| Thứ tự | Ngày             | Nơi tổ chức                                                  | Đối thủ        | Tỉ số | Kết quả | Giải đấu                             |
| ------ | ---------------- | ------------------------------------------------------------ | -------------- | ----- | ------- | ------------------------------------ |
| 1      | 17 tháng 11 2004 | Şükrü Saracoğlu, Istanbul, Thổ Nhĩ Kỳ                        | Thổ Nhĩ Kỳ     | 1–0   | 3–0     | Vòng loại giải vô địch thế giới 2006 |
| 2      | 15 tháng 8 2006  | Sân vận động Valeriy Lobanovskyi Dynamo, Kyiv, Ukraina       | Azerbaijan     | 4–0   | 6–0     | Giao hữu                             |
| 3      | 24 tháng 3 2007  | Svangaskarð, Toftir, Quần đảo Faroe                          | Quần đảo Faroe | 2–0   | 2–0     | Vòng loại giải vô địch châu Âu 2008  |
| 4      | 28 tháng 3 2007  | Sân vận động Chornomorets, Odessa, Ukraina                   | Litva          | 1–0   | 1–0     | Vòng loại giải vô địch châu Âu 2008  |
| 5      | 17 tháng 10 2007 | Khu liên hợp thể thao quốc gia Olimpiyskiy, Kyiv, Ukraina    | Quần đảo Faroe | 2–0   | 5–0     | Vòng loại giải vô địch châu Âu 2008  |
| 6      | 17 tháng 10 2007 | Khu liên hợp thể thao quốc gia Olimpiyskiy, Kyiv, Ukraina    | Quần đảo Faroe | 3–0   | 5–0     | Vòng loại giải vô địch châu Âu 2008  |
| 7      | 14 tháng 10 2009 | Estadi Comunal d'Andorra la Vella, Andorra la Vella, Andorra | Andorra        | 2–0   | 6–0     | Vòng loại giải vô địch thế giới 2010 |
| 8      | 11 tháng 10 2011 | A. Le Coq Arena, Tallinn, Estonia                            | Estonia        | 1–0   | 2–0     | Giao hữu                             |
| 9      | 29 tháng 2 2012  | Sân vận động HaMoshava, Petah Tikva, Israel                  | Israel         | 1–0   | 3–2     | Giao hữu                             |
| 10     | 28 tháng 5 2012  | Kufstein Arena, Kufstein, Áo                                 | Estonia        | 2–0   | 4–0     | Giao hữu                             |
| 11     | 9 tháng 2 2011   | Tivoli-Neu, Innsbruck, Áo                                    | Áo             | 1–1   | 2–3     | Giao hữu                             |
| 12     | 9 tháng 2 2011   | Tivoli-Neu, Innsbruck, Áo                                    | Áo             | 2–2   | 2–3     | Giao hữu                             |
| 13     | 22 tháng 3 2013  | Sân vận động Quốc gia, Warszawa, Ba Lan                      | Ba Lan         | 2–0   | 3–1     | Vòng loại giải vô địch thế giới 2014 |

## Danh hiệu
Dynamo Kyiv
- Giải bóng đá Ngoại hạng Ukraina: 2003–04, 2006–07, 2008–09, 2014–15, 2015–16
- Cúp bóng đá quốc gia Ukraina: 2004–05, 2005–06, 2006–07, 2013–14, 2014–15
- Siêu cúp bóng đá Ukraina: 2004, 2006, 2007, 2009, 2011

Cá nhân
- Cầu thủ bóng đá hay nhất năm tại giải Ngoại hạng Ukraina: 2005